# 神川駅
神川駅（かんがわえき）は、長野県上田市（開業時は旧・小県郡神川村）国分にあった上田丸子電鉄丸子線の駅（廃駅）である。丸子線の廃線に伴い1969年（昭和44年）4月20日に廃駅となった。
急行運転列車は通過した。

## 歴史
丸子鉄道上田東駅 - 大屋駅間延伸開通時、この当時の開通地域の9割が小県郡神川村内で、同村に設置された駅は上堀駅、八日堂駅、岩下駅、大屋駅（既に開業）の4駅だった。しかし村役場や尋常高等小学校（現在の上田市立神川小学校、1947年（昭和22年）4月1日以降は神川小・中学校であったが中学校は上田市合併後、上田市立第一中学校に統合された）のある中心地区には駅が設置されず、同地区に住む住民は隣の八日堂駅まで歩くという不便を強いられた。そこで戦後中心地区の住民は駅設置の猛運動を起こしたが、それが実現したのは1956年（昭和31年）4月であった。それが当駅である。しかし当駅が神川村の駅だったのはわずか半年で、同年9月30日には村が上田市に編入合併されて消滅したため、上田市内の駅となった。

### 年表
- 1956年（昭和31年）4月：上田丸子電鉄丸子線八日堂駅 - 岩下駅間に新設開業[2][3]。旅客のみ取扱い[4]。
- 1969年（昭和44年）4月20日：丸子線の廃線に伴い廃止となる[2][3][5]。

## 駅構造
廃止時点で、単式ホーム1面1線を有する地上駅であった。ホームは線路の南西側（丸子町方面に向かって右手側）に存在した。転轍機を持たない棒線駅となっていた。
無人駅となっていた。駅舎は無いが、ホームに待合所を有していた。ホームは鉄骨で組まれていた。
日本国有鉄道信越本線との並走区間にあり、丸子線の線路のすぐ北を信越本線の線路が通っていたが、そちらにはホームなどは無かった。

## 駅周辺
当線廃止後の2002年（平成14年）3月29日に、当駅跡から少し上田東方にしなの鉄道しなの鉄道線信濃国分寺駅が開業した。
- 国道18号
- 千曲川
- 神川

## 駅跡
1996年（平成8年）時点では、確認は困難になっていた。駅の廃止後は千曲バスの停留所となった。
電鉄大屋駅附近から上田東方面、八日堂駅跡附近までの線路跡は、信越本線の複線化用地となり消滅し、しなの鉄道下り線の敷地となっていた。

## 隣の駅
上田丸子電鉄
丸子線
八日堂駅 - 神川駅 - 岩下駅